# 虫垂癌
虫垂癌（ちゅうすいがん、英語: Appendix cancerまたはappendiceal cancer）とは、虫垂にできる癌腫である。ICD-10ではC48.2、C78.6に分類される。日本人の発症率は、年間 0.12人/100万人 程度 と推定され稀な疾病である。全ての大腸がんの0.5%から1.4%を占めるとする報告がある。

## 臨床
虫垂癌は自覚症状が少なく、大腸内視鏡検査での発見率は30%程度との報告 がある様に手術前確定診断が難しいため 別の疾患の検査や手術に伴い発見されることも多い。
盲腸低分化腺癌と表記されることもあるが、分類上は同じ種類の癌である。虫垂は大腸の一部分であることから、大腸がんの一種とも言える。CEAやCA 19-9などの腫瘍マーカーの上昇を認めない事もある。がん細胞が腹膜に広がる腹膜播種 を起こしやすく、虫垂粘液嚢腫 と腹膜偽粘液腫を引き起こし易い。また、潰瘍性大腸炎の合併症として発症することがある。
腹腔内臓器全てと肺への遠隔転移がある。

## 分類
嚢腫型（cystic type / 粘液嚢胞腺癌）
虫垂内に粘液を貯留する。破裂して腹膜偽粘液腫となる。
結腸型(colonic type)
通常の大腸癌と同様にリンパや血行性転移を来し易い。
中間型（混合型）
嚢腫型と結腸型の中間。

## 症状
右下腹部痛 や右上の肋骨辺りに押されるような痛み。
嚢腫型
右下腹部腫瘤を主訴。
結腸型
虫垂炎を合併することが多いとされる。

## 治療法
発見されているときにはすでに腹膜やリンパ節に転移していることが多い ことから、外科手術により虫垂および転移箇所を除去した上で化学療法を行う。しかし、他のガンとは異なり虫垂癌固有の標準術式は確立されていない。
盲腸部切除術後に確定診断に至った場合には、追加切除を積極的に実施する。